# Stjepan Kožić
Stjepan Kožić (ur. 15 listopada 1952 w Gornji Drenovej, k. Sveti Ivan Zelina) – chorwacki polityk, od 2001 roku żupan żupanii zagrzebskiej. 

## Życiorys
Uczęszczał do szkół podstawowych w Omilje i Nespešie. W 1971 roku ukończył technikum w Zagrzebiu, uzyskując tytuł technika mechanika, a w 1975 roku uzyskał tytuł inżyniera mechanika na Wyższej Uczelni Technicznej w Zagrzebiu. W 1986 roku ukończył studia z zakresu nauk ekonomicznych w Kranj. Przez 18 lat pracował w Industrogradnja Zagreb. Od 1991 roku pracował w Funduszu Gospodarki Mieszkaniowej i Komunalnej Gminy Sveti Ivan Zelina, w którym to został dyrektorem. W 1996 roku został wicedyrektorem Urzędu ds. Gospodarki Żupanii Zagrzebskiej, a rok później jego dyrektorem. W latach 1998–2001 był dyrektorem Zarządu Dróg Żupanii Zagrzebskiej.
Dołączył do Chorwackiej Partii Chłopskiej (HSS). W czerwcu 2001 roku został wybrany żupanem żupanii zagrzebskiej, stanowisko objął 24 czerwca tego samego roku zastępując na tej funkcji Branimira Paseckiego. W 2009 roku został prezesem HSS w żupanii zagrzebskiej, a w 2016 roku wiceprezesem krajowym partii. W wyborach parlamentarnych w 2016 roku został wybrany deputowanym do Zgromadzenia Chorwackiego, zrezygnował jednak z mandatu w związku z brakiem możliwości łączenia funkcji. W czerwcu 2018 roku opuścił HSS i założył własne ugrupowanie polityczne Stjepan Kožić – lista niezależna. W maju 2021 roku ponownie został wybrany żupanem otrzymując 53,93% głosów.

## Życie prywatne
Jest żonaty, para ma trójkę dzieci. 